# Platja des Caials
La platja des Caials és una platja natural del municipi de Cadaqués (Alt Empordà), situada a l'extrem de la península de s'Oliguera, en una zona residencial a 2 km de la població. Està limitada per la Punta de s'Oliguera a l'est, i la Punta des Caials al sud. Està orientada al sud - sud-est, té una longitud de 40 m, formada principalment per còdols. La platja té una filera de pedres que la divideix en dos.
Davant de la platja, a uns 15 m de fondària, hi ha les restes del vaixell Llanisshen, un vapor britànic que es va enfonsar després de ser torpedinat per un submarí alemany l'any 1917, en plena Primera Guerra Mundial. El 2021 es va trobar un explosiu sota l'aigua de la cala Caials.